# Volatilidade estocática
Modelos de volatilidade estocástica são usados no campo da matemática financeira para avaliar valores mobiliários derivativos, tais como opções. O nome deriva do tratamento dos modelos de volatilidade do ativo subjacente como um processo estocástico, governado por variáveis de estado tal como o nível de preço dos valores mobiliários subjacentes, a tendência da volatilidade em reverter para algum valor médio a longo prazo, e a variância do processo da volatilidade em si, entre outros.